# Bishopton (Écosse)
Ne doit pas être confondu avec Bishopton (Québec).
Bishopton (Baile an Easbaig en gaélique (gd), Bishoptoun ou Beeshoptoun en scots (sco)) est une ville d'Écosse, située dans le council area et région de lieutenance du Renfrewshire.
La ville est située dans le nord-est du council area, à quelques kilomètres à l'ouest d'Erskine, sur la rive sud du Clyde. La ville est connue pour avoir abrité une Royal Ordnance Factory, fabrique d'armement, pendant la Seconde Guerre mondiale.
Bishopton dispose d'une gare (en) qui la relie à Glasgow et à Wemyss Bay. C'est sur le territoire de Bishopton que se trouve l'extrémité Ouest de l'autoroute M8, l'autoroute la plus fréquentée du Royaume-Uni, celle-ci devenant la route A8 (en) avant d'atteindre Greenock.